# Фрейри де Андраде, Гомеш
Гомеш Фрейри де Андраде (порт. Gomes Freire de Andrade; 27 января 1757 — 18 октября 1817) — португальский генерал, участник русско-турецкой войны 1787—1792 годов и наполеоновских войн.
Родился 27 января 1757 года в Вене, где его отец занимал пост посланника Португалии. Начал своё военное поприще 19 сентября 1782 года кадетом в пехотном полку и уже в октябре получил чин младшего лейтенанта. Выслужившись до чина лейтенанта, Фрейри перешёл в морскую службу и в 1784 году находился в составе соединённой испано-португальской эскадры при бомбардировке Алжира. 8 марта 1787 года он получает чин лейтенанта флота. 8 апреля следующего года он с чином майора возвращается на службу в пехоту.
Желание усовершенствоваться в военном деле боевой практикой, побудило его вступить в русскую службу во время второй русско-турецкой войны в царствование императрицы Екатерины II. Фрейри во всех делах отличался редким мужеством, при взятии Очакова был первый на неприятельском валу, и за тот подвиг получил чин полковника русской службы, а 14 апреля 1789 года был награждён орденом св. Георгия 4-й степени (№ 302 по кавалерскому списку Судравского и № 618 по списку Григоровича — Степанова)
За отличную храбрость, оказанную при атаке крепости Очакова.
Также он получил золотую шпагу с надписью «За храбрость».
По возвращении в отечество ему вверили команду над 4-м пехотным полком, с которым он в 1793 году участвовал в походе против Франции в Руссильоне и Каталонии и был произведён в бригадные генералы. 
Недовольный правлением португальского принца-регента он, в 1807 году, во время вторжения французов под начальством Жюно на Пиренейский полуостров, присоединился к Наполеоновской партии и вступил в ряды французской армии.
Фрейри участвовал в чине генерал-лейтенанта в отражении десантных высадок англичан в районе Сетубала, затем он был назначен командиром Португальского легиона в наполеоновской армии и находился при осаде Сарагосы, но, будучи призван во Францию, отказался сопровождать маршала Массену в походе против своего отечества.
В 1813 году Фрейри был губернатором Дрездена и, состоя в корпусе Сен-Сира, при Дрезденской капитуляции попал в плен к австрийцам, из которого был освобождён только в 1814 году.
По прибытии в Париж он вышел в отставку и возвратился в Португалию. Здесь он занимал разные командные должности в португальской армии, но 25 мая 1817 года был неожиданно схвачен и заключён в темницу по приказанию тогдашнего главнокомандующего португальскими войсками, маршала Бересфорда.
Его обвинили в заговоре против правительства и 18 октября 1817 года, осудив на смерть, расстреляли (по другим данным — повесили) на эспланаде лиссабонского форта Сан-Жулиан да Барра.